# 炕肉飯

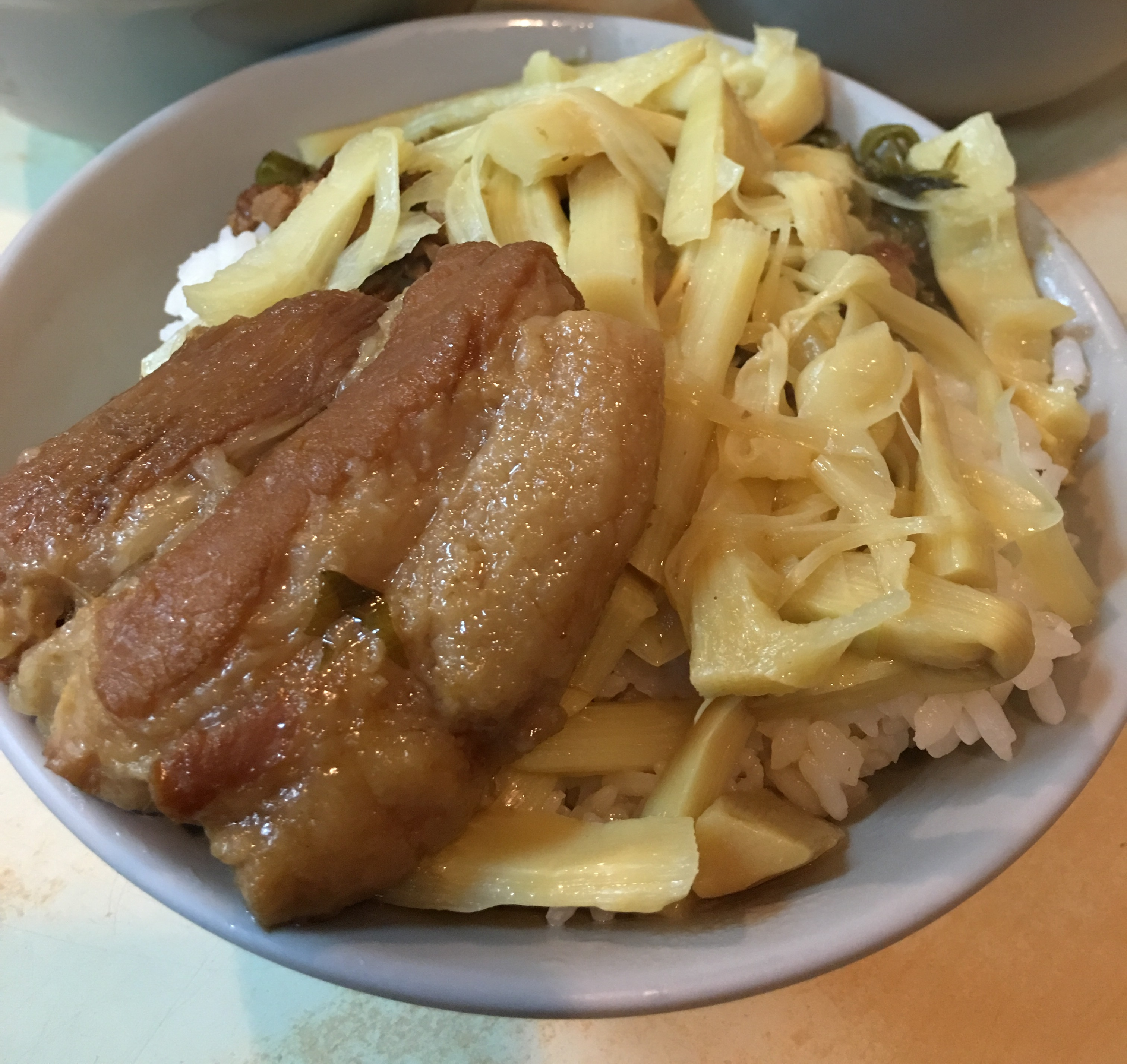
焢肉飯の例（台北）

炕肉飯（コンローハン）、または爌肉飯、焢肉飯は、台湾北部の郷土料理。本項では、以下「炕肉飯」の字を使用する。
「炕肉」とは、「豚の三枚肉を軟らかく煮たもの」であり、これを飯に乗せた料理である。
日本では台湾風豚角煮丼と説明されることもある。また、台湾南部では滷肉飯と呼ばれる。

## 発祥
『灶辺煮語 :台湾閩客料理的対話』（陳淑華著）に拠れば、「炕」は「沸騰させ続けたお湯で食材を柔らかく煮込む」調理法を指し、日本の角煮に類する豚肉の料理は「炕肉」と呼ばれている。
国立台湾師範大学の陳玉箴は、炕肉の起源を宴会料理の「封肉」に求めている。豚バラ肉を塊で長時間煮込んだ料理は「大封」、そこから派生した小さな肉の塊を煮た料理は「小封」、より細かい肉の場合は「肉燥肉（日本でいうところのそぼろ）」と呼ばれ、これらは親戚関係にある料理と言ってよい。
台湾の炕肉は福建料理から来たものであるが、台湾の炕肉に類似する東坡肉や客家料理の梅菜扣肉なども台湾では、よく食べられている。フュージョン料理レストラン『阿正厨坊』のシェフ・黄守正は、これらの類似料理について「調理方法に大きな差はない」「食材や調味料などに細かな違いがある程度」と主張する。実際、東坡肉は紹興酒を用い、台湾料理と客家料理は米酒を用いるほか、台湾ではタケノコを入れることがあり、客家の梅菜（カラシナの古漬け）やメンマを入れることもある程度の差である。
台湾においても、油分と塩分の摂取を控えるよう食生活が変化してきており、大きな肉の塊である炕肉は宴席などでしか食されることはなくなっている。しかしながら、小さめの塊肉にしたものと白米を合わせた料理は日常的に食されている。

## 彰化県
特に彰化県では、炕肉飯は肉圓、猫鼠麺と合わせて「彰化三宝」と呼ばれる名物料理である。
作家・舒國治は、炕肉飯を彰化の「市吃」、すなわち「誰もが食べ、いつでも食べられ、どこでも食べられる」料理であると述べている。実際、彰化県では、炕肉飯は朝食、昼食、夕食、夜食のいずれとしても食べられており、「週に一度は食べる」「外食と言えばまずは炕肉飯」という意見もある。
炕肉飯を扱う店の密度は台湾では彰化県が最も高い。これらの店は食材の鮮度や料理の質を保つために、互いに暗黙の了解として自主的に営業時間を二食の時間帯に限っている。一例として、朝食と昼食のみ営業する店と、午後3時の「おやつ」の時間帯から夕食まで営業する店と、夜9時から日付が変わるまでの夜食の時間帯に営業する店など。24時間連続して営業している飲食店はないが、リレー式に営業する飲食店が存在するので、24時間、いつでも炕肉飯が食べられることになっている。

### 発展の理由
彰化は清の時代から日本統治時代までの間、台湾中部の行政の中心地であり、商業の一大拠点でもあったため、宴席の需要も多く、酒楼や食堂も多ければ、宴会料理の料理人も大勢いた。その後、時代の趨勢で宴席に伴う飲食業が衰退すると、宴会料理の料理人たちは屋台などを営むようになり、豪勢な宴席料理を簡素化して、一般大衆に販売するようになった。
また、彰化地方の物産の豊かさも炕肉飯が彰化で発展した理由の1つと考えられる。濁水渓から用水路の八堡圳を通じて平野の田畑を潤し、この水は醤油の醸造にも使われる。この地方には百年以上の歴史を持つ醤油の醸造所も多数ある。畜産業も盛んで、養豚の頭数は台湾で3番目に多いほどであり、海の幸も獲れる。地域産の食材が良いため、香料や漢方薬を加えず醤油をメインとしたシンプルな塩味と香りが楽しめる彰化の炕肉飯が普及したのである。
彰化には、福建省から渡ってきた人々が多く、歯ごたえがあるものを好むことから、飯も白米は粘り気が少なくさっぱりしているため、そういった飯に醤油味の煮汁をかけてもべたべたしない。東坡肉はしばしば「口の中でとろける」のを良とするが、彰化の炕肉の皮には弾力があり、肉にはしっかりとした噛み応えがあるものが好まれるため、バラ肉ではなく、豚もも肉が使用される。しかしながら、もも肉に味をしみ込ませ、しっとりと仕上げるのは困難であるため、各店で調理法に工夫を凝らすとともに料理人の腕の見せどころである。